# 중국어 음운론
중국어 음운론은 중국어 소리의 역사를 재구성하는 학문이다. 한자는 표어문자이고 음소문자나 음절문자가 아니기 때문에, 중국어 역사 음운론에 사용되는 방법은 예를 들어 인도유럽어족 언어학에 사용되는 방법과 상당히 다르다. 인도유럽어족 언어와는 달리 음성 표기가 사용되지 않았기 때문에 재구성이 더 어렵다.
중국어는 기원전 1250년경으로 거슬러 올라가는 가장 초기의 갑골 문자부터 오랜 기간에 걸쳐 문서화되어 있다. 그러나 문자가 주로 언어의 음운론을 직접적으로 명시하지 않는 표어문자로 되어 있기 때문에 재구성은 일반적으로 상당히 어려우며, 언어의 음운론을 더 직접적으로 문서화하는 보조 자료에 크게 의존한다. 이러한 자료를 바탕으로 역사 중국어는 다음과 같은 기본 시기로 나뉜다.
- 상고한어: 대체로 기원전 1250년부터 기원후 25년까지, 즉 신나라 이후 한나라가 다시 권력을 잡은 시기이다. 더 좁게는 재구성된 "상고한어"는 시경과 같은 초기 시의 운율과 한자의 음성적 구성 요소를 기반으로 하며, 기원전 1000-700년경의 언어를 나타내는 것으로 추정된다.
- 동한 한어 (기원후 25-220년): 상고한어와 중고 한어 사이의 중간 단계이자 원시민어의 조상으로 널리 간주된다. 석명, 설문해자, 중국 고전 주석, 그리고 한자로 필사, 번역 및 주석이 달린 불교 문헌에서 증명된다.
- 중고 한어: 대체로 기원후 5세기(남북조 시대, 수, 당, 송)부터 기원후 12세기까지이다. 더 좁게는 재구성된 "중고 한어"는 일반적으로 절운 운서 (기원후 601년)의 상세한 음성 증거를 기반으로 하며, 나중에 "광운"으로 확장되었다. 『절운』은 북부와 남부 방언 사이의 절충안을 설명하며, 이러한 운서들은 운율 패턴이 있는 시를 쓰고 낭독하는 데 필수적이었다.
- 현대 방언: 대체로 기원후 13세기(원나라 초기, 초기 관화가 발달한 시기)부터 현재까지이다. 대부분의 현대 방언은 기원후 800년경의 후기 중고 한어 공동어에서 갈라져 나온 것으로 보인다(민어는 기원후 100년경, 오어는 기원후 500년경 제외).

## 개요
중고 한어는 많은 현대 방언과 유사한 구조를 가졌으며, 주로 단음절어, 파생 형태론이 거의 없거나 아예 없고, 성조 4분법(음소적 성조는 3개)과, 초성 자음, 활음, 주모음, 종성 자음으로 구성된 음절 구조를 가졌으며, 초성 자음의 수가 많고 종성 자음의 수가 상당히 적었다. 활음을 제외하고는 음절의 시작이나 끝에 자음군이 올 수 없었다.
반면에 상고한어는 상당히 다른 구조를 가졌다. 대부분의 학자들은 성조가 없었고, 가능한 초성 자음과 종성 자음 사이의 불균형이 적었으며, 상당수의 초성 및 종성 자음군이 있었다고 결론지었다. 음절의 시작이나 끝에 자음을 추가하여 형성되는 잘 발달된 파생 및 아마도 굴절 형태론 시스템이 있었다. 이 시스템은 중국티베트어족으로 재구성된 시스템과 유사하며, 예를 들어 문어 티베트어에서도 여전히 볼 수 있다. 이는 또한 현대 크메르어와 같은 더 보수적인 몬크메르어파 언어에서 나타나는 시스템과도 대체로 유사하다.
현대 방언으로 이어진 주요 변화는 자음과 모음의 수 감소와 이에 상응하는 성조 수의 증가(일반적으로 동아시아 전역의 성조 분열을 통해 성조 수가 두 배로 늘어나는 동시에 유성음과 무성음 자음의 구별이 사라짐)이다. 이는 가능한 음절 수의 점진적인 감소로 이어졌다. 표준 중국어에서는 다른 곳보다 더 멀리 진행되어 약 1,200개의 가능한 음절만 남았다. 그 결과, 특히 관화에서는 두 음절 복합어의 확산이 두드러져, 과거의 단음절어들을 꾸준히 대체하여 현재 표준 중국어의 대부분의 단어가 두 음절로 구성되어 있다.

## 중국어의 시대 구분
"상고한어"와 "중고 한어"라는 용어는 그 자체로 오랜 기간을 나타내며, 그 동안 상당한 변화가 발생했다. 이러한 기간을 세분화하는 표준 시스템은 없지만, 가장 오래된 갑골 문자부터 현대 표준 중국어에 이르는 대략적인 연대기는 다음과 같다.
1. 액셀 슈슬러는 서주 시대 말기(기원전 1250년경부터 771년까지)의 언어를 지칭하기 위해 초기 주나라 중국어라는 용어를 사용한다.
2. W. A. C. H. 돕슨은 같은 시기("기원전 10세기에서 9세기")를 지칭하기 위해 초기 고대 중국어라는 용어를 사용하지만, 슈슬러는 이 용어가 약간 더 늦은 시기를 지칭해야 한다고 제안한다.
3. 돕슨은 "기원전 4세기에서 3세기"를 지칭하기 위해 후기 고대 중국어라는 용어를 사용한다. 즉, 한나라 초기 근처의 시기이다.
4. 후한 중국어 (LHC)는 기원후 200년경이다. 이 시기는 민어 (언어) 방언이 다른 방언들과 갈라져 나온 시기와 거의 일치한다.
5. 고대 서북 중국어 (ONWC), 기원후 400년경은 윌리엄 백스터가 간쑤성과 산시성 (섬서성)의 서북부 중국어 성의 언어를 재구성한 것으로, 여러 초기 당나라 저자들이 기록한 서북부 방언의 직계 조상이다.
6. 초기 중고 한어 (EMC), 기원후 600년경은 절운 운서의 언어로, 직접적이고 상세한 음성 증거를 가진 첫 번째 단계이다. 그러나 이 증거만으로는 언어의 음성 체계를 직접적으로 결정하기에 충분하지 않다. 이는 문자를 초성 자음과 비초성 부분으로만 세분화하고, 후자를 음소로 더 분해하지 않기 때문이다.
7. 후기 중고 한어 (LMC), 기원후 1000년경은 운경 운도 저자들의 모국어이며, 비교 재구 방법을 통해 현대 비-민어 (언어) 방언에서 재구성할 수 있는 가장 오래된 단계이다.
8. 초기 관화, 기원후 1300년경 (때로는 1269-1455년으로 특정하기도 한다. 원나라는 1279년에 중국 전역을 정복했고, 1368년에 명나라에 의해 무너졌다)은 중국어를 위한 첫 번째 음소문자 체계인 파스파 문자로 추론된 언어이다. 또한 주덕청이 저술한 『중원음운』 (中原音韻 "중원 음과 운", 1324년의 오페라 교본)에도 기록되어 있다.
9. 중기 관화, 기원후 1800년경까지 (때로는 1455-1795년으로 특정하기도 한다)는 수많은 중국, 한국, 유럽 자료에 기록되어 있다. 이 중에는 『홍무정운역훈』(1455년)과 『사성통해』(1517년)와 같은 중국-한국 교육 서적, 마테오 리치와 미켈레 루지에리 선교사의 포르투갈어-중국어 사전(1583-1588년), 프란시스코 바로의 관화 문법서(1703년), 그리고 『운략회통』(1642년)과 같은 중국어 운서가 있다.
10. 현대 표준 중국어, 19세기부터 거의 변하지 않은 베이징시 방언의 표준화된 형태이다. 1932년 중화민국 시대에 공포되었다. 오늘날 이는 1949년 마오쩌둥이 건국한 중화인민공화국의 표준 방언이다.

## 중국어 음운론의 토착적 전통
중고 한어 시대에 중국어 음운론의 토착적 전통이 발전했다. 중국 언어학자들은 오랫동안 사전을 편찬하고 동음이의어를 지정하여 어려운 글자의 발음을 식별하려고 노력했다. 그러나 기원후 초기 세기 동안에는 반절이라는 더 진보된 방법이 개발되었는데, 이는 하나의 글자로 초성 자음을 나타내고 다른 글자로 나머지 부분을 나타냄으로써 어떤 음절의 발음도 명확하게 지정할 수 있게 했다. 6세기까지는 모든 글자의 목록을 작성하고 반절을 통해 발음을 지정하려는 체계적인 시도가 이루어졌고, 이는 절운 (601년)과 같은 운서의 절정으로 이어졌다.
이후 몇 세기 동안, 불교와 불교 학자들의 영향력이 커지면서 중국 언어학자들은 산스크리트어 문법의 전통과 접하게 되었는데, 이 전통에는 음운론과 음성학에 대한 고도로 발전된 이해가 포함되어 있었고, 조음 위치 및 음성 유형과 같은 변별적 자질에 의한 소리 분석 시스템도 있었다. 이는 운경 (기원후 1150년경)과 같은 운도로 이어졌으며, 이는 절운의 음성 체계에 대한 정교한 분석이었다.
청나라 시대(1644–1912년)에는 단 위차이와 같은 학자들이 중고 한어와 상고한어의 음성 체계를 끈질기게 연구했다. 운도, 운서 및 다양한 시대 시인들의 운율 패턴을 주의 깊게 조사함으로써, 이 학자들은 상고한어의 운율 범주 체계를 파악하고, 이전에 간과되었던 추가적인 중고 한어 범주들을 발견할 수 있었다. 그러나 중국어 언어학의 발전은 음소 — 즉, 모음과 모음과 유사한 부분뿐만 아니라 자음을 포함하는 소리의 기본 단위 — 에 대한 개념의 부재로 인해 심각한 방해를 받았다. 이로 인해 운율 범주 시스템을 결정하는 것을 넘어 실제 소리를 재구성하는 것이 불가능했다.
어떤 면에서는 중국어에서 음성 단위 개념의 발달이 부족했던 것은 놀라운 일이다. 왜냐하면 이는 늦어도 기원전 4세기까지 파니니와 같은 산스크리트어 문법학자들에 의해 이미 개발되었고, 운경의 음운 분석은 산스크리트어 문법 전통에 대한 깊은 친숙함을 보여주기 때문이다. 또한, 한국어와 특히 티베트 문자와 같이 중국 문화권 내의 일부 비중국어 문자 체계는 인도 문자 체계의 밀접한 영향을 받아 음소 개념이 직접적으로 내장되어 있다. (더 나아가, 티베트 기원의 파스파 문자는 원나라 시대인 기원후 1270-1360년경에 중국어 자체를 표기하는 데 사용되었지만, 나중에 사용되지 않게 되었다.) 그러나 다음과 같은 이유로 보인다.
1. 음소문자 개념을 포함하지 않고 음절의 운율 부분을 항상 하나의 단위로 취급했던 중국어 문자의 강력한 영향과 오랜 전통은 음성 단위 개념을 독립적으로 발전시키기 어렵게 만들었다.
2. 대부분의 중국 학자들이 산스크리트어 지식이 부족하여 산스크리트어 문법에 대한 원본 작업을 직접 읽는 것을 방해했다.
3. 한국인, 티베트인, 몽골인 및 대부분의 다른 외국인들을 "야만인"으로 취급했던 문화적 태도는 이러한 문화권의 과학적 지식이 중국으로 확산되는 것을 어렵게 만들었다.

## 현대 재구성 방법
그 결과, 상고한어와 중고 한어의 실제 음성 체계에 대한 첫 번째 재구성은 20세기 초 스웨덴의 중국학자 베른하르드 칼그렌에 의해서만 이루어졌다. 그는 서양 역사언어학에 대한 지식을 바탕으로 1910년에서 1912년 사이에 중국에서 현지 조사를 수행하여 3,100개의 한자 목록을 만들고 19개의 관화 방언과 상하이시 (오어 (언어)), 푸저우시 (민둥어), 광둥성 (광둥어) 방언에서 이 글자들의 발음에 대한 음운론적 자료를 수집했다. 그는 이를 한일어와 한월어 발음뿐만 아니라 이전에 출판된 9개 다른 방언의 자료와, 『절운』(601년의 광운의 후기 버전) 운서의 반절 분석과 결합했다. 1915년에 그는 중고 한어 재구성을 발표했으며, 이는 이후 모든 재구성의 바탕이 되었다. 월터 사이먼과 앙리 마스페로 또한 초기 발전 단계에서 이 분야에 큰 기여를 했다. 칼그렌 자신은 절운에 직접 접근할 수 없었으며, 절운은 유실된 것으로 생각되었다. 그러나 절운의 파편이 1930년대 둔황시 석굴에서 발견되었고, 거의 완전한 사본이 1947년 고궁박물관에서 발견되었다.
칼그렌은 상고한어의 초기 재구성에도 중요한 역할을 했다. 그의 초기 중고 한어 연구는 상고한어에 대한 다양한 제안을 담았으며, 상세한 재구성은 중고 한어와 상고한어 재구성 사전인 『Grammata Serica』(1940)에 나타났다. 확장판인 『Grammata Serica Recensa』는 1957년에 출판되었으며 여전히 흔히 인용되는 자료이다.
중고 한어 재구성은 다음 자료(대략적인 중요도 순)를 바탕으로 한다.
- 중고 한어 시대의 운서와 운도, 예를 들어 절운 (601년)과 운경 (1150년경).
- 월어, 하카어, 관화, 민어 (언어), 오어 (언어) 등과 같은 현대 중국어 변형.
- 한자어 자료 — 베트남어, 일본어, 한국어에 특히 500-1000년 사이에 대량으로 차용된 중국어 차용어. 이러한 대규모 차용은 이들 언어의 한월어, 한일 한자음 및 한국어의 한자어로 이어졌다.
- 외국어에 차용되거나 외국어 자료에 필사된 다른 초기 중국어 사례, 예: 인도 산스크리트어 저작.
- 산스크리트어 및 티베트어와 같은 다른 언어의 한자 음역 초기 사례.
- 파스파 문자로 쓰여진 중국어 — 중국어가 음소문자로 쓰여진 짧은 기간(1270-1360년경).
- 외국인에 의한 중국어 필사, 특히 신숙주 (15세기)와 같은 한국인의 한글 필사 및 다양한 기독교 선교사 및 기타 서양인의 저작물, 이 중 가장 오래된 것은 마테오 리치의 1583-1588년 포르투갈어-중국어 사전이다. (이러한 필사본과 파스파 문자의 증거는 초기 관화에 대한 광범위한 문서를 제공하는 데 중요하지만, 중고 한어 재구성의 중요성은 이후의 증명에도 불구하고 중국어 변형과 한자어 언어의 훨씬 더 큰 폭에 비하면 미미하다.)

칼그렌은 절운에 기록된 중고 한어가 수나라-당나라 시대의 살아있는 언어였다고 주장했다. 오늘날 절운에 직접 접근할 수 있게 되면서, 이 개념은 절운의 음성 체계가 당시 전국의 문학 계층이 채택한 (또는 제안한) 문학적 발음을 나타내는 것이지, 한때 존재했던 살아있는 언어가 아니라는 견해로 대체되었다. 예를 들어, 어떤 경우에는 초성 또는 종성에서 A, B, C의 3방향 구분이 있었는데, 절운 시대의 한 방언 집단은 AB 대 C로 합쳐졌고, 다른 집단은 A 대 BC로 합쳐졌다. 이런 경우 절운은 A, B, C를 모두 구별되는 것으로 명시하지만, 당시의 어떤 살아있는 방언도 이러한 3방향 구분을 하지 않았고, 이러한 구분을 했던 초기 방언은 절운 체계와 다른 방식으로 달랐을 것이다.
상고한어의 재구성은 중고 한어 자료에서 외삽해야 하므로 중고 한어의 재구성보다 더 논란이 많다. 상고한어에 대한 음운 정보는 주로 다음에서 얻어진다.
- 진나라 이전에 쓰여진 운문 텍스트, 주로 중국 시의 가장 초기 모음집인 『시경』.
- 음부를 공유하는 글자들이 처음 만들어졌을 때 매우 유사한 발음을 가졌다는 사실.
- 상고한어를 다른 중국티베트어족 언어들과 비교.

## 상고한어 음운론
상고한어 (OC) 음절이 정확히 어떻게 생겼는지에 대한 의견 차이가 있다. 다음은 윌리엄 백스터와 (이전) 리팡구이의 체계를 기반으로 한 대략적인 합의이다.
1. 음절은 초성 자음, 선택적 중간 활음 /r/(그러나 /j/ 또는 /w/는 없음), 주모음, 선택적 종성 (음절 끝) 자음, 그리고 선택적 후종성 자음 /s/ 또는 /ʔ/로 구성되었다. 또한 다양한 전초성 자음도 있었다. (최근 시스템에서 백스터는 또한 "긴밀하게 결합된" 전초성 /C-/와 "느슨하게 결합된" 전초성 /Cə/ 사이의 구분을 구성한다. 긴밀하게 결합된 전초성은 초성과 복잡하게 상호 작용하여 EMC 초성을 생성하지만, 느슨하게 결합된 전초성은 대부분 사라진다. 그러나 그 존재는 해당 긴밀하게 결합된 전초성을 가진 글자의 "음성 보충" 사용과 때로는 다른 언어, 특히 몽몐어족 및 타이어파로의 초기 차용을 통해 드러난다.) 전초성 및 후종성 자음은 형태론적 파생에 자주 사용되었다.
2. MC-식 성조는 없었지만, 유형 A와 유형 B 음절 사이에 어떤 종류의 구분이 있었다. 언어학자에 따라 이 구분은 접두사의 유무, 주모음의 강세 또는 길이 구분, 또는 어떤 종류의 등록 구분(예: 유형 A 음절에서 초성 자음의 인두화)을 반영한다고 다양하게 생각된다. 이러한 다른 재구성은 상호 배타적이지 않을 수 있다(예: 초기 접두사 구분이 나중에 등록 구분으로 발전했을 수 있다).
3. EMC와 비교하여, 구개음이나 권설음 자음은 없었지만, 양순 연구개음 자음(예: /kʷ/)은 있었다. 백스터는 또한 무성 공명음, 예를 들어 /m̥/, /n̥/를 재구성한다.
4. 대략 여섯 개의 주모음이 있었다: /a/, /i/, /e/, /o/, /u/, /ə/ (또는 /ɨ/).
5. 종성 (음절 끝) 자음 시스템은 EMC와 유사했다. 그러나 /wŋ/는 없었다. 백스터는 또한 나중에 /n/이 된 종성 /r/를 재구성한다.

## 상고한어에서 초기 중고 한어로

### 초성 자음

#### 연구개음 초성의 구개음화
윌리엄 백스터는 중고 한어에서 구개음 초성으로 재구성된 일부 단어들이 상고한어에서는 연구개음 초성이었을 수 있다고 지적했다. 예를 들어, 백스터는 중고 한어에서 nyet으로 재구성된 熱이 상고한어에서는 ngjet으로 발음되었을 수 있다고 지적했다. 그는 음부가 공통임에도 불구하고, MC 구개음 초성을 가진 支(tsye)와 MC에서 연구개음 초성을 가진 技(gjeX, III) 사이의 구분을 언급했다. 일부 현대 민어 (언어) 및 하카어 방언은 그럼에도 불구하고 둘 다에서 연구개음 초성을 유지한다. 이 둘은 백스터에 의해 상고한어에서 각각 kje와 grjeʔ로 재구성되었다. 백스터는 중간 -rj- 자음군이 구개음화를 막았다고 가정했다.

#### OC /ɡ/의 약화
유성 연구개 파열음 *ɡ는 상고한어에서 중고 한어로 발전하는 과정에서 유성 마찰음(*ɣ~ɦ)으로 약화되었다. 로랑 사가르에 따르면, 이러한 변화는 상고한어 파열음이 유형 A 음절에 나타났을 때 반영된다. 이는 현대 민어 방언이 중고 한어 匣 초성(재구성된 *ɣ~ɦ)에 속하는 厚와 後 사이의 발음 차이를 보인다는 백스터의 관찰에 의해 뒷받침된다. 첫 번째 글자의 경우, 푸저우어, 샤먼어 및 차오저우어는 연구개 파열음(*k-)으로 발음한다. 이 발음은 초기 연구개 파열음 발음, 가장 가능성이 높은 상고한어 *ɡ와 일치한다. 두 번째 글자는 이들 방언에서 무음 초성으로 발음되며, 아마도 상고한어의 유성 후두음을 반영할 것이다. OC *ɡ는 유형 B 음절, 즉 제III 운에 해당하는 중고 한어 단어에서는 그대로 유지되었다.

#### 권설음 초성
재구성된 상고한어 중간 활음 "r", 또는 사가르의 재구성에서 r-내삽의 손실은 중고 한어에서 모음의 질에 영향을 미쳤을 뿐만 아니라, 설단음의 권설음화를 야기했다.

#### 공명음의 경음화
백스터와 사가르 모두 상고한어에 일련의 무성 공명음이 있었고, 이는 대부분의 현대 방언에서는 일반적으로 나타나지 않는다고 지적했다. 이러한 무성 공명음은 *hm /m̥/, *hn /n̥/, *hng /ŋ̊/, *hngw /ŋ̊ʷ/, *hl /l̥/, 그리고 아마도 *hr /r̥/이다. 중고 한어에서의 이들의 반사음은 다음과 같이 추정된다.
| OC 공명음 | MC 반사음            |
| --------- | -------------------- |
| *hm-      | x(w)-, x(w)j-        |
| *hn-      | th-, thr(j)-, sy-    |
| *hng-     | x(j)-                |
| *hngw-    | xw(j)-               |
| *hl-      | th-, sy-, thr(j)-    |
| *hr-      | x-(?), thrj-, th(r)- |

1. ↑  (j)는 유형 B 음절에서 발전한 것에 해당한다. MC 구개음 치찰음 반사음 sy는 유형 B 음절에서만 발견된다.[3]

또한, 상고한어 측면 자음 /*l/은 유형 A 음절에서 설단 파열음 /d/로 경음화된 것으로 나타난다. 한편, 유형 B 음절에서는 /j/로 발전하여 중고 한어에서 구개음화되었다. 그러나 사가르는 측면음 앞에 재구성된 접두사가 있으면 이러한 변화가 참이 아니라고 지적했다. 상고한어 /l/이 파열음으로 경음화되었다는 이러한 입장은 백스터에 의해 지지된다. 백스터는 파열음 계열, 치찰음, 그리고 MC y- 사이의 해서 접촉을 지적하며 다음과 같이 재구성했다.
| 脫 | tuō  | < | thwat | < | *hlot        |  | '옷을 벗다'          |
| 兌 | duì  | < | dwajH | < | *los < *lots |  | '기쁜'               |
| 說 | shuō | < | sywet | < | *hljot       |  | '말하다', '설명하다' |
| 悅 | yuè  | < | jwet  | < | *ljot        |  | '기뻐하는', '기쁜'   |

이러한 재구성에는 무성 공명음이 포함되어 있으며, 이들의 발전은 경음화 및 반사음과 일치한다.
사가르에 따르면, 이 경음화는 측음 앞에 불특정 자음이나 부음절이 선행될 경우 방해를 받았다. 그는 林을 *Cə-lim으로 재구성하여 MC lim을 도출했다. 또한, MC /l/은 OC /*r/에서 파생되었다고 한다.

### 중간음과 운모
다음은 상고한어 (OC)에서 초기 중고 한어 (EMC)를 생성한 주요 변화이다.
- 유형 B 음절은 /j/ 활음을 발전시켰다. 이 활음은 이전 설단 자음과 결합하여 새로운 구개음 자음을 생성했다. 또한 때로는 선행 연구개음이나 후두음을 구개 치찰음으로 바꾸거나 후행 주모음을 상승시켰다. (반대로 유형 A 음절은 종종 후행 주모음을 낮추고, 고모음은 이중모음화되었다. 예: /i/가 /ej/로 됨.)
- /r/ 활음은 결국 사라졌지만, 그 전에 선행 설단 자음을 권설음 자음으로 바꾸고, 후행 주모음을 전설화(및 종종 중설화)했다.
- 종성 자음의 변화: /r/은 /n/이 되었다. /a/ 뒤의 /j/는 탈락했다. /s/ 앞의 /k/는 탈락했다. /s/ 앞의 /t/는 /j/가 되었다 (/a/ 뒤에도 유지됨).
- 사성은 이전의 접미사(후종성 자음)에서 발전했는데, MC 3성("거성", 하강조로 재구성됨)은 /s/에서, 2성("상성", 상승조로 재구성됨)은 /ʔ/에서, 1성("평성", 평조로 재구성됨)은 다른 음절에서 발전했다. 접미사는 OC 파생 형태론의 일부였으므로, 이는 단일 단어 또는 의미적으로 관련된 단어에서 MC 성조 변화를 종종 발생시켰다.
- 후설 모음 /o/ 및 /u/는 설단 자음(/j/, /n/, /r/, /t/)이 뒤따를 때 /w/와 전설 모음으로 분열되었다.
- 양순 연구개음 초성은 연구개음에 /w/ 활음이 뒤따르는 것으로 재분석되었는데, 이는 /o/ 및 /u/의 분열로 인한 /w/와 합쳐졌다.
- 주모음은 주변 소리에 따라 다양한 복잡한 방식으로 발전했다. 예를 들어, 백스터의 재구성에 따르면 유형 A 음절에서 OC /ɨj/는 /r/ 뒤에서 /-ɛj/가 되었다. 그 외에는 설단 초성 뒤에서 /-ej/, 연구개 초성 뒤에서 /-oj/, 양순 초성 뒤에서 /-woj/가 되었다. 그러나 유형 B 음절에서는 OC /ɨj/는 /r/ 또는 설단 초성 뒤에서 /-ij/가 되었지만, 그 외에는 /-jɨj/가 되었다.

OC 유형 B 음절은 제III 운과 밀접하게 일치하며, (적어도 백스터의 재구성에서는) /i/ 또는 /j/를 가진 EMC 음절과 일치한다.

## 초기 중고 한어에서 후기 중고 한어로
대체로 기원후 1000년경의 후기 중고 한어(LMC)는 민어 (언어)를 제외한 모든 현대 중국어 방언의 직계 조상으로 볼 수 있다. 즉, 민어를 제외한 모든 방언의 조상 언어를 재구성하려고 하면 LMC보다 더 거슬러 올라가지 못한다. 자세한 내용은 #현대 방언의 분화를 참조하라.
EMC와 LMC 사이에 정확히 어떤 변화가 일어났는지는 어떤 EMC 및 LMC 재구성 시스템이 사용되는지에 따라 달라진다. 다음에서는 백스터의 EMC 재구성과 풀리블랭크의 LMC 재구성을 비교한다. 이 두 시스템이 현실을 반영하는 한, EMC와 LMC 사이에 일반적으로 주어진 약 400년보다 훨씬 더 큰 차이가 있을 수 있다. 왜냐하면 백스터의 EMC 시스템은 상고한어와 조화를 이루도록 설계되었고, 풀리블랭크의 LMC 시스템은 후기 관화의 발전과 조화를 이루도록 설계되었기 때문이다. 또한 백스터는 절운의 모든 구별이 실제적이라고 간주하는 반면, 그 중 상당수는 기원후 600년에 어떤 살아있는 언어 형태에도 더 이상 적용되지 않는 명백한 시대착오적 특징이다. 마지막으로, 일부 "변화"는 실제 변화라기보다는 시스템이 재구성된 방식의 개념적 차이일 수 있다. 이러한 점들은 아래에 언급된다.
변화는 주로 초성, 중간음, 주모음과 관련된다.
- EMC 구개음 계열은 사라져, 구개 치찰음은 권설 치찰음이 되고, 구개 비음은 새로운 음소 /ɻ/가 된다.
- EMC 순음이 /j/와 EMC 후설 모음 뒤에 오는 경우, 새로운 순치음 계열이 출현한다.
- EMC 복합 중간음 /jw/는 /y/ [ɥ]가 되어, 무음, /i/, /ji/, /w/, /y/, /jy/ 사이의 여섯 가지 중간음 구분을 생성한다. 음소적 활음 /i/와 /y/는 짧은 모음 /a/와 /ə/ 앞에서는 모음 [i]와 [y]이지만, 긴 모음 /aː/ 앞에서는 반모음 [j]와 [ɥ]이다.
- 여덟 가지 EMC 주모음 구분은 크게 수정되어 고모음 /i/, /y/, /u/ 및 (미미하게) /ɨ/, 그리고 비고모음 /a/, /ə/, /aː/를 가진 시스템으로 발전한다. 그러나 이는 무모음과 세 가지 음소적 모음 /a/, /ə/, /aː/ 사이의 네 가지 주모음 구분을 가진 시스템으로 분석하는 것이 가장 좋다. 고모음은 음소적으로 중간음과 주모음 없음으로 구성된 것으로 분석된다 (/ɨ/는 음소적으로 중간음도 주모음도 없는 맨 자음만 포함하는 음절이다).
- 고전설 중간음/주모음 /i/와 /y/는 EMC 권설 치찰음 뒤에서 사라지고, 구개음과 합쳐지기 전에 사라진다. 반대로 후두 자음 뒤에 /j/가 때때로 나타난다.

종성 자음에는 거의 변화가 없다. 주요 변화는 고모음 뒤의 /j/ 소실, 운율 /-ɛɨ/에서의 /ɨ/ 소실(종성 자음으로 간주될 수도 있고 아닐 수도 있음), 그리고 (잠재적으로) /jŋ/ 및 /jk/의 출현이다(이는 여러 면에서 의심스럽다. 아래 참조).
성조는 음소적으로 변하지 않는다. 그러나 이들은 무성 초성을 가진 음절에서는 더 높은 피치 변이음으로, 유성 초성을 가진 음절에서는 더 낮은 피치 변이음으로 음운 분화되었다. 모든 현대 중국어 방언은 이러한 분화를 반영하며, 이는 나중에 유성음 구별의 상실로 인해 대부분의 방언에서 새로운 음소적 성조를 생성한다.
다음 변화는 대략적인 순서이다.

### 순치음화
초기 중고 한어(EMC)의 순음(/p, pʰ, b, m/)은 후기 중고 한어(LMC)의 순치음(/f, f, bv, ʋ/, 아마도 이전의 파찰음에서 유래)으로 변한다. 이는 뒤따르는 활음이 있는 특정 환경에서 발생한다. 이때 활음은 사라진다. 백스터의 재구성을 사용하면, 순치음화를 유발하는 환경은 순음 뒤에 활음 /j/와 후설 모음이 올 때로 간단히 표현할 수 있다. 다른 재구성에서는 규칙을 다르게 표현한다. 그러나 백스터에 따르면, 순치음화는 다른 지역에서 독립적으로 발생했을 수 있다. 예를 들어, 일부 변이형은 활음 앞에서 OC /m/을 유지하는 반면, 다른 변이형에서는 순치음 초성(微)으로 발전했다. 광둥어 文 man4과 관화 文 wén을 비교해 보라.

### 모음 변화 및 합병
대략적인 순서:
a. 일부 초기 변화
1. /-e-/(중간 활음 /j/ 없음)는 순음, 연구개음, 성문 자음 뒤에서 /-jie-/가 되고, 그 외에서는 /-ie-/가 된다. (특정 후기 변화와 함께, 이는 동시적으로 LMC 화자가 원래의 제4운 음절을 원래의 III-4 중뉴 음절과 구별할 수 없음을 의미한다. 마찬가지로 제3운과 III-3 중뉴도 그렇다. 이는 이러한 중뉴 쌍이 각각 3등과 4등으로 끝나는 이유를 설명한다.) 이러한 종류의 변화는 EMC와 LMC의 모든 현대 재구성에서 발생하며, 제4운의 생성에 책임이 있다.
2. 비고전설 전설 모음(/æ/, /ɛ/, /e/) 뒤의 /ŋ/와 /k/는 /jŋ/와 /jk/(종종 구개음화된 종성 자음으로 간주됨)가 된다. 이는 실제 변화가 아닐 수 있다. 풀리블랭크의 EMC 시스템에는 이미 /jŋ/와 /jk/가 포함되어 있지만, 현대 방언에는 존재하지 않는다. 이러한 소리에 대한 가장 직접적인 증거는 LMC에서 차용되어 소리를 반영하는 한월어에서 나온다. 풀리블랭크의 LMC 시스템에서 /jŋ/는 운율 /-aːjŋ/와 /-iajŋ/에서만 발생하며, 이는 /-aŋ/와 /-iaŋ/와 대조된다. /-jk/도 마찬가지이다. (/-a-/와 /-aː-/는 연구개 종성 앞에서는 대조되지 않으며, EMC 권설 치찰음 뒤에서는 가능성이 있다.) 이러한 대조는 /-jŋ/와 /-jk/가 없는 시스템에서는 다른 방식으로 반영될 것이다.
3. 시퀀스 /-ɛɨ/는 /-ɛj/로 합쳐진다. 그러나 일부 방언에서는 대신 분리된 상태로 유지된다(아마도 백스터 시스템에서는 나타나지 않는 /-ɛ/ 형태로). 에이브러햄 Y.S. 찬에 따르면, 전자의 변화는 뤄양시 방언의 특징이었고, 후자는 진링 방언을 반영했다. 이 둘 사이의 구별은 표준 중국어에서 ai와 ya, 또는 pai/pei와 pa 사이의 각각의 구별로 나타난다.

b. 고전설 운모의 합병
1. EMC 운모 /je/, /ij/, /i/, /jɨj/는 /i/로 합쳐진다. 마찬가지로 /jɨ-/(/n/와 /t/ 앞에 발생)는 /i-/가 된다.
2. 위의 합구음 해당 음절(추가적인 중간음 /w/ 포함)은 /yj/가 된다.
3. 위의 두 가지 모두에 대한 III-4 중뉴 해당 음절은 각각 /ji/와 /jyj/가 된다.

c. 고후설 모음과 관련된 변화, 주로 /ə/ 생성
1. EMC 운모 /u/는 /uə/가 된다. 마찬가지로 /ju/는 /juə/가 된다. (실제 변화가 아닐 수도 있음.)
2. EMC 시퀀스 /-uw-/는 /-əw-/가 되고, /-jow-/는 /-yw-/가 된다.
3. /-oj/와 /-om/ 시퀀스를 제외한 모든 나머지 /-o-/는 /ə/가 된다.
4. 모든 비종성 /-jə-/는 /-i-/가 되고, /-wə-/는 /-u-/가 된다.

d. 비고모음과 관련된 변화
1. 중간음 /j/가 없을 때, 나머지 /-æ-/와 /-ɛ-/는 /-aː-/가 된다.
2. 모든 나머지 /-æ-/, /-e-/, /-ɛ-/, /-o-/는 /-a-/가 된다.

e. 중간음과 관련된 변화
1. 비종성 /-jwi-/와 /-wji-/는 /-jy-/가 되고, /-jw-, wj-, -wi-, -ju-/는 /-y-/가 된다.
2. 중간음 /-i-/와 /-j-/는 단일 음소로 합쳐지는데, /-i-/는 /-a-/와 /-ə-/ 앞에 오고, /-j-/는 다른 곳(즉, /-aː-/와 고모음 앞에)에 온다. 중간음 /-u-/와 /-w-/도 같은 방식으로 합쳐진다.

f. 특정 초성에 의해 유발되는 중간음 및 유사 변화
1. 인후 자음(연구개음 또는 후두음)과 바로 뒤따르는 /-aː-/ 사이에 /j/가 나타난다. 이는 표준 중국어에서 jia 및 xian과 같은 구개음화된 음절의 발판을 마련한다.
2. 치찰음 뒤에 바로 오는 종성 /i/는 /ɨ/(아마도 [z̩])가 된다.
3. EMC 권설 치찰음 뒤에 바로 오는 고전설 모음 또는 활음(/i/ 또는 /j/, 그리고 (재구성된 경우) 전설 원순음 /y/ 또는 /ɥ/)은 제거되는데, 구체적으로는 다음과 같다.
  1. 활음 /j/는 사라진다.
  2. 주모음 /i/는 비종성일 경우 /ə/가 된다.
  3. 주모음 /i/는 종성일 경우 /ɨ/(아마도 [ʐ̩])가 된다.
  4. 고전설 원순 모음이 재구성되면 비원순화된다(/y/ -> /u/, /ɥ/ -> /j/).

### 후기 초성 자음 변화
- 유성 파열음과 치찰음은 무성음화되었다. 파열음은 1성 음절에서는 유기음이 되고 그 외에는 무기음이 되었다.
- 권설 파열음은 권설 파찰음으로 합쳐졌다.
- 공명음: 권설 비음은 치경 비음으로 합쳐졌다. EMC에서 구개 비음이었던 /ɲ/는 /ɻ~ʐ/ 또는 때때로 er 음절이 되었다. 연구개 비음은 탈락되었다.
- 고전설 모음이나 활음 앞에서, 연구개음("후치음" 파열음과 "후두" 마찰음)과 치경 치찰음은 구개음화되어 새로운 치조구개 치찰음 계열로 합쳐졌다.
- 성문 폐쇄음 /ʔ/은 탈락되었다. 고전설 활음 앞에서 유성 연구개 마찰음 /ɣʰ/은 탈락되었다.
- 순치음: /v/는 무성음화되어 /f/로 합쳐졌다. /ʋ/는 /w/가 되었다. (LMC 순치음은 EMC 순음이 /j/ + 후설 모음 앞에 올 때 발생했다.)

다음 표는 초기 중고 한어, 후기 중고 한어를 거쳐 표준 중국어로의 초성 변화를 보여준다.
| EMC               | LMC                            | 명청관화                          | 현대 표준 중국어                  |
| ----------------- | ------------------------------ | --------------------------------- | --------------------------------- |
| /m/               | /m/                            | /m/                               | /m/                               |
| /m/               | /ɱ/ 후설 모음 뒤에 /j/ 앞      | /v/                               | /w/                               |
| /n/               | /n/                            | /n/                               | /n/                               |
| /ɳ/               | /ɳ/                            | /n/                               | /n/                               |
| /ɲ/               | /ɲ/                            | /ʒ/                               | /ʐ~ɻ/ 또는 음절 [əɻ]              |
| /ŋ/               | /ŋ/                            | 탈락 또는 /n/                     | 탈락 또는 /n/                     |
| /l/               | /l/                            | /l/                               | /l/                               |
| /p/, /pʰ/, /b/    | /p/, /pʰ/, /bʰ/                | /p/, /pʰ/                         | /p/, /pʰ/                         |
| /p/, /pʰ/, /b/    | /f/, /v/ 후설 모음 뒤에 /j/ 앞 | /f/                               | /f/                               |
| /t/, /tʰ/, /d/    | /t/, /tʰ/, /dʰ/                | /t/, /tʰ/                         | /t/, /tʰ/                         |
| /ʈ/, /ʈʰ/, /ɖ/    | /ʈ/, /ʈʰ/, /ɖʰ/                | /ʈʂ/, /ʈʂʰ/                       | /ʈʂ/, /ʈʂʰ/                       |
| /tʃ/, /tʃʰ/, /dʒ/ | /ʈʂ/, /ʈʂʰ/, /ɖʐʰ/             | /ʈʂ/, /ʈʂʰ/                       | /ʈʂ/, /ʈʂʰ/                       |
| /tɕ/, /tɕʰ/, /dʑ/ | /tɕ/, /tɕʰ/, /dʑ/              | /ʈʂ/, /ʈʂʰ/                       | /ʈʂ/, /ʈʂʰ/                       |
| /ts/, /tsʰ/, /dz/ | /ts/, /tsʰ/, /dzʰ/             | /ts/, /tsʰ/                       | /ts/, /tsʰ/                       |
| /ts/, /tsʰ/, /dz/ | /ts/, /tsʰ/, /dzʰ/             | /ts/, /tsʰ/                       | /tɕ/, /tɕʰ/ /i/, /y/, 또는 /j/ 앞 |
| /k/, /kʰ/, /ɡ/    | /k/, /kʰ/, /ɡʰ/                | /tɕ/, /tɕʰ/ /i/, /y/, 또는 /j/ 앞 | /tɕ/, /tɕʰ/                       |
| /k/, /kʰ/, /ɡ/    | /k/, /kʰ/, /ɡʰ/                | /k/, /kʰ/                         | /k/, /kʰ/                         |
| /ʃ/, /ʒ/          | /ʂ/, /ʐ/                       | /ʂ/                               | /ʂ/                               |
| /ɕ/, /ʑ/          | /ɕ/, /ʑ/                       | /ʂ/                               | /ʂ/                               |
| /s/, /z/          | /s/, /zʰ/                      | /s/                               | /s/                               |
| /s/, /z/          | /s/, /zʰ/                      | /s/                               | /ɕ/ /i/, /y/, 또는 /j/ 앞         |
| /x/, /ɣ/          | /x/, /ɣʰ/ 또는 /j/ 앞 탈락     | /ɕ/ /i/, /y/, 또는 /j/ 앞         | /ɕ/                               |
| /x/, /ɣ/          | /x/, /ɣʰ/ 또는 /j/ 앞 탈락     | /x/                               | /x/                               |
| /ʔ/               | /ʔ/                            | 탈락                              | 탈락                              |

### 종성
일반적으로 관화는 LMC의 중간음과 주모음 시스템을 상당히 잘 보존하지만(대부분의 다른 방언보다 낫다) 종성(종성 자음) 시스템은 급격히 축소된다. 중간음과 주모음에 대한 체계적인 변화는 중뉴 구분 i/ji와 y/jy의 소실(모든 현대 방언에서 발생)과 /a/와 /aː/ 사이의 구별 소실이다. 모든 종성 파열음은 사라지고, 종성 비음은 /n/과 /ŋ/ 사이의 구별로 축소된다.
종성과 관련된 정확한 변화는 다소 복잡하고 항상 예측 가능하지 않다. 이는 많은 상황에서 여러 가지 가능한 결과가 있기 때문이다. 다음은 기본적인 요약이다. 더 많은 정보는 중고 한어의 EMC 종성표에서 찾을 수 있다.
중간음 변화:
- LMC 중간음 부류 /ji/와 /i/는 /j/를 잃고 합쳐진다. 마찬가지로 /jy/와 /y/도 그렇다.
- LMC 전설 중간음 /i/와 /y/(및 해당 주모음)는 권설 자음 뒤에서 사라진다. 이 변화의 작동 방식은 EMC 권설음 뒤에서 발생한 유사한 변화와 정확히 같다. EMC 권설음과 구개음 치찰음의 차이는 때때로 관화에 반영된다. 예를 들어 she(EMC 권설음)와 shi(EMC 구개음) 사이의 차이이다.
- LMC 중간음 /u/는 순음 뒤에서 사라지고, /y/는 비원순화되어 /i/가 된다.
- LMC 중간음 /u/는 때때로 /l/과 /n/ 뒤에서 사라진다.
- 특정 초성 뒤에서 다양한 다른 변화가 발생한다.

주모음 변화:
- 장모음 /aː/는 짧아진다.
- 다양한 다른 복잡한 변화. 중고 한어 참조.

종성 변화:
- LMC 종성 /m/은 /n/이 된다.
- LMC 파열음 종성 /p,t,k/는 탈락되고, /k/는 때때로 /j/와 /w/가 된다.
- LMC 복합 종성 /wŋ/과 /wk/는 단순 종성이 된다. 마찬가지로 /jŋ/와 /jk/도 그렇지만, 종종 선행 모음에 영향을 미친다.

### 성조
초성 자음의 유성음 구별이 사라진 결과로 성조 분화가 발생한다. 분화된 성조는 중고 한어 1성을 제외하고 다시 합쳐진다. 따라서 중고 한어 1,2,3성조는 관화 1,2,3,4성조가 된다. (원래 관화 3성조를 가진 일부 음절은 4성조로 이동한다. 아래 참조.) 종성 파열음을 가진 음절은 원래 무성조였으나 현대 4성조 중 하나로 할당된다. 중고 한어 무성 초성을 가진 음절의 경우, 이는 완전히 무작위적인 방식으로 발생한다.
중고 한어와 현대 성조의 구체적인 관계:
V− = 무성 음절초 자음(全清 quánqīng 또는 次清 cìqīng)
L = 공명음 초성 자음 (次濁 cìzhuó)
V+ = 유성 초성 자음 (공명음 아님) (全濁 quánzhuó)
| 중고 한어   | 성조      | 평 (平)        | 평 (平)        | 평 (平)        | 상 (上)    | 상 (上)    | 상 (上)    | 거 (去)    | 거 (去)    | 거 (去)    | 입 (入)          | 입 (入) | 입 (入)  |
| 중고 한어   | 초성      | V−             | L              | V+             | V−         | L          | V+         | V−         | L          | V+         | V−               | L       | V+       |
| 표준 중국어 | 성조 이름 | 음평 (陰平, 1) | 양평 (陽平, 2) | 양평 (陽平, 2) | 상 (上, 3) | 상 (上, 3) | 거 (去, 4) | 거 (去, 4) | 거 (去, 4) | 거 (去, 4) | 재분배 패턴 없음 | 거로    | 양평으로 |
| 표준 중국어 | 성조 곡선 | 55             | 35             | 35             | 214        | 214        | 51         | 51         | 51         | 51         | 재분배 패턴 없음 | 51로    | 35로     |

## 현대 방언의 분화
대부분의 현대 중국어 방언은 기원후 1000년경의 후기 중고 한어(LMC)의 후손으로 볼 수 있다. 예를 들어, 민어 (언어)를 제외한 모든 현대 방언은 순치 마찰음(/f/ 등)을 가지고 있는데, 이는 기원후 600년경의 초기 중고 한어(EMC) 이후에 발생한 변화이다. 실제로 일부 LMC 이후의 변화는 모든 현대 방언에 반영되어 있다. 예를 들어, (에드윈 풀리블랭크의 표기법을 사용하여) /pian/과 /pjian/ 사이와 같은 중뉴 구별의 소실이 있다. 초기 유성 장애음의 소실 및 이에 상응하는 성조 분열과 같이 대부분의 현대 방언에서 발생하는 다른 변화들은 기존 방언에 걸쳐 확산된 방언 변화이다. 아마도 중뉴 구별의 소실도 같은 방식으로 볼 수 있을 것이다.
반면에 민어 (언어)는 기원후 600년경의 초기 중고 한어(EMC) 이전부터 분화된 것으로 알려져 있다. 민어는 순치 마찰음이나 다른 LMC 특유의 변화를 반영하지 않을 뿐만 아니라, EMC에 이미 존재했던 여러 특징이 전혀 발전하지 않은 것으로 보인다. 한 예로 EMC의 권설음 파열음 계열이 있는데, 이는 초기 치경 파열음에 /r/이 뒤따르면서 발전했으며, 나중에 권설음 치찰음과 합쳐졌다. 민어에서는 해당 단어들이 여전히 치경 파열음을 가지고 있다. 이러한 차이는 다양한 다른 언어로 차용된 "차"라는 단어에서 볼 수 있다. 예를 들어, 스페인어 te, 영어 tea 대 포르투갈어 chá, 영어 chai는 샤먼어 (민난어) [te] 대 표준 중국어 [ʈʂʰa]를 반영한다.
민어에서 전혀 발전하지 않은 것으로 보이는 구별의 경우, 조상 언어에는 실제로 이러한 구별이 있었지만 나중에 사라졌다고 주장할 수 있다. 예를 들어, 민어 방언이 권설음 파열음이 권설음 치찰음과 합쳐지는 대신 치경 파열음으로 다시 합쳐진 중고 한어 방언에서 파생되었다고 주장할 수 있다. 그러나 민어에 EMC에 나타나지 않는(그리고 상고한어 또는 궁극적으로는 중국티베트조어까지 거슬러 올라가는 고대 특징을 반영하여 이차적인 발전으로 설명할 수 없는) 구별이 있다면 이러한 주장은 할 수 없으며, 실제로 그러한 경우가 나타나는 것으로 보인다. 특히, 원시민어(민어 방언의 재구성된 조상)는 중고 한어의 세 계열(무성, 무성 유기, 유성)에 해당하는 여섯 계열의 파열음을 가졌던 것으로 보인다. 추가적인 세 계열은 유성 유기음(또는 유성유기음), 무성 "약화", 유성 "약화"이다.
유성 유기음 파열음에 대한 증거는 파열음 간의 성조 구별에서 나온다. 대부분의 방언에서 유성 파열음이 무성음화되고 성조 분화가 발생했을 때, 이들 파열음을 가진 단어는 새로운 낮아진(이른바 양성) 성조 부류로 이동했으며, 무성 파열음을 가진 단어는 높아진(이른바 음성) 성조 부류에 나타났다. 그 결과, 음성 부류는 유기음과 무기음 파열음 모두를 가진 단어를 가지는 반면, 양성 부류는 이전 유성 파열음이 어떻게 발전했는지에 따라 둘 중 하나만 가진다. 그러나 민어 방언은 음성 부류뿐만 아니라 양성 부류에서도 두 종류의 단어를 가진다. 이로 인해 학자들은 원시민어에서 유성 유기음(아마도 유성유기음 자음으로 실현되었을 것임)을 재구성하게 되었으며, 이는 양성 단어에서 무성 유기음으로 발전한다.
또한, 일부 민어 방언에서는 EMC 파열음을 가진 일부 단어가 파열음으로 반영되는 반면, 다른 단어는 일반적으로 유성 마찰음 또는 접근음인 "약화된" 자음으로 반영된다. 이러한 "약화된 파열음"은 음성 및 양성 부류 모두에서 발생하며, 이는 원시민어가 무성 및 유성 "약화된 파열음" 모두를 가졌음을 시사한다. 아마도 "약화된 파열음"은 실제로는 어떤 종류의 마찰음이었겠지만, 정확히 무엇이었는지는 불분명하다.
학자들은 일반적으로 이러한 추가적인 원시민어 음성들이 초기 중고 한어에서는 사라졌지만 원시민어에서는 남아 있던 상고한어의 구별을 반영한다고 가정한다. 최근까지는 상고한어의 어떤 재구성도 원시민어 구별을 특별히 설명하지 못했지만, 윌리엄 백스터와 로랑 사가르의 최근 재구성은 유성 유기음과 약화된 파열음 모두를 설명한다. 그들에 따르면, 유성 유기음은 특정 자음 접두사가 있는 단어의 상고한어 파열음을 반영하는 반면, 약화된 파열음은 부음절 접두사가 있는 단어의 상고한어 파열음을 반영하여 파열음이 모음 사이에 발생했다. 약화된 파열음의 추정된 발전은 베트남어의 유성 마찰음 발전과 매우 유사하며, 베트남어도 음성 및 양성 변종 모두에서 발생하며 부음절이 있는 단어에서 발전한 것으로 재구성된다.

## 같이 보기
- 상고한어 음운론
- 표준 중국어 음운론
- 한자어

### 참고 문헌
- Baxter, William H. (1992), 《A Handbook of Old Chinese Phonology》, Berlin: Mouton de Gruyter, ISBN 978-3-11-012324-1.
- Sagart, Laurent (1999), 《The Roots of Old Chinese》, Amsterdam and Philadelphia: John Benjamins Publishing Company, ISBN 1-55619-961-9.